# كريس سكوت (لاعب كرة قدم أمريكية)
كريس سكوت (بالإنجليزية: Chris Scott)‏ هو لاعب كرة قدم أمريكية أمريكي، ولد في 4 أغسطس 1987 في بالميتو في الولايات المتحدة.

## وصلات خارجية
- كريس سكوت على موقع مرجع كرة القدم المحترفة.كوم (الإنجليزية)